# Extracts from the Album A Hard Day's Night
Extracts from the Album A Hard Day's Night är en EP-skiva av den brittiska rockgruppen The Beatles, utgiven den 6 november 1964.

## Medverkande
- John Lennon – sång, kompgitarr, akustisk gitarr, piano
- Paul McCartney – sång, basgitarr, piano
- George Harrison – bakgrundssång, sologitarr, klassisk gitarr
- Ringo Starr – trummor, övriga slagverk

## Låtlista
- Alla sånger är skrivna av John Lennon och Paul McCartney.

| 1. | "Any Time at All"  | John Lennon, Paul McCartney | 2:14 |
| 2. | "I'll Cry Instead" | John Lennon                 | 2:06 |

| 1.           | "Things We Said Today" | Paul McCartney | 2:38 |
| 2.           | "When I Get Home"      | John Lennon    | 2:19 |
| Total längd: | Total längd:           | Total längd:   | 9:17 |